# Anton Herre

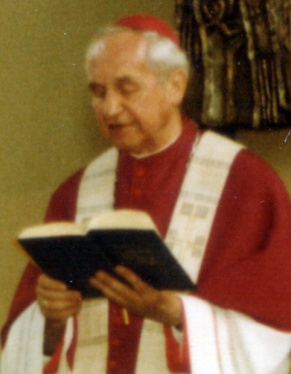
Anton Herre

Bischofswappen mit dem Wahlspruch von Anton Herre.

Anton Herre (* 14. Dezember 1910 in Dietenheim; † 24. September 1993 in Untermarchtal) war ein deutscher Theologe. Von 1970 bis 1985 war er Weihbischof im Bistum Rottenburg-Stuttgart und Titularbischof von Calatia.

## Leben
Anton wurde als drittes von zehn Kindern des Steuerinspektors Maximilian Herre und der Hausfrau und Mutter Mathilde geboren.
Am 6. April 1935 wurde er in Rottenburg am Neckar zum Priester geweiht. Von 1955 bis 1964 war er Direktor des Wilhelmsstift. Am 26. September 1963 wurde er dann zum Domkapitular ernannt.
Papst Paul VI. ernannte ihn am 12. Oktober 1970 zum Titularbischof von Calatia und Weihbischof der Diözese Rottenburg (später Diözese Rottenburg-Stuttgart). Am 14. November 1970 wurde er zusammen mit Georg Moser durch Carl Joseph Leiprecht zum Bischof geweiht. Mitkonsekratoren waren die Weihbischöfe Karl Gnädinger aus Freiburg und Wilhelm Sedlmeier aus Rottenburg. Herres Wahlspruch lautete: In verbo tuo (auf dein Wort hin).
Aus Altersgründen trat Herre am 31. Dezember 1985 von seinem Amt als Weihbischof zurück.
Am 24. September 1993 starb Anton Herre im Altenheim der Barmherzigen Schwestern vom Hl. Vinzenz von Paul in Untermarchtal und wurde auf dem Friedhof von Sülchen in Rottenburg beigesetzt.

## Veröffentlichungen (Auswahl)
- Christus dem König: Kommet, lasset uns lobsingen; der Könige und Herrn des Weltalls, Sulgen bei Schramberg ca. 1943
- Gedanken zur Sonntagspredigt, Arbeitshefte der religiösen Bildungsarbeit Nr. 22, Stuttgart 1959
- Mysterium caritas: zehn Ansprachen und Meditationen, Rottenburg am Neckar 1976
- Leben in der Kirche – Leben mit der Kirche: Festvortrag von Weihbischof Dr. Anton Herre bei der Jubiläumsfeier in der Festhalle Rottenburg, Rottenburg 1976
- Von Christus Jesus ergriffen: christliche Sendung und christliches Leben; Ansprachen und Überlegungen, Schwabenverlag, Ostfildern 1980, ISBN 978-3-796-60562-8